# Josep Sunyol i Garriga
Josep Sunyol i Garriga (Barcelona, 21 de juliol de 1898 - Serra de Guadarrama, Madrid, 6 d'agost de 1936) fou president de la Federació Catalana de Futbol i del FC Barcelona, destacat polític d'Esquerra Republicana de Catalunya, diputat d'ERC al Congrés dels Diputats el 1931, 1933 i 1936. Així mateix també fou president del RACC des de 1933 fins al novembre de 1934, gran amant de l'esport, mecenes cultural, fundador i impulsor del periòdic esportiu La Rambla, nacionalista català.
Fou fill de Josep Sunyol i Casanovas i d'Aurora Garriga i Coronas, i nebot de l'advocat i polític Ildefons Sunyol i Casanovas.

## President del FC Barcelona
El primer contacte directe amb el FC Barcelona va ser l'any 1925 quan les autoritats espanyoles van clausurar l'entitat a causa d'una demostració espontània al camp de les Corts en contra de la dictadura de Primo de Rivera. L'aquell moment president de l'entitat, Joan Gamper, es va veure obligat a marxar de Catalunya i Josep Sunyol, militant catalanista, va decidir fer-se soci del club aquell mateix any 1925. Aviat va entrar en les diferents juntes directives, l'any 1934, Anna Maria Martínez Sagi, a instàncies de Josep Sunyol, va ser la primera dona que va formar part de la directiva del Futbol Club Barcelona.
El juliol de 1934 persones influents li ofereixen la presidència del FC Barcelona en assemblea general i ell la rebutja. Així i tot se li demana que proposi un president i així ho fa: Josep Sunyol proposa a Esteve Sala, qui presidí el club durant un any amb resultats molt positius. L'any següent aquest deixa la presidència per motius de salut i Josep Sunyol torna a ser aclamat. Aquesta vegada va accedir a presidir l'entitat i el 17 de juliol de 1935 en va ser president del Futbol Club Barcelona, accedint a les peticions dels socis.

## Vida política
Simpatitzant amb diferents col·lectius i partits que defensaven la identitat de tots els catalans. Va ser un destacat polític d'Esquerra Republicana de Catalunya i el 28 de juny de 1931 es presenta a les eleccions a diputats al Congrés dels Diputats. El triomf d'Esquerra Republicana de Catalunya fou aclaparador i Josep Sunyol surt diputat. Repeteix com a diputat l'any 1933 i també l'any 1936.
Impulsor de la premsa republicana de masses, fundà el 1930 La Rambla, una publicació que pretenia lligar els conceptes d'esport i ciutadania per a millorar la societat del seu temps, i oferí la seva folgada posició econòmica en el compromís social i polític a partir de la defensa i la dignitat de la persona. En aquesta faceta periodística a La Rambla, Sunyol intentava fer pedagogia catalanista a través de la crònica esportiva. Va ser una publicació polèmica i va ser suspesa per ordre del govern espanyol durant alguns anys. En el darrer article que publicà en la seva vida, el juliol de 1936, reafirmava la seva fe en els principis de llibertat i de democràcia social.

## Assassinat
Es desconeix on es trobava el dia de l'Alzamiento Nacional (18 de juliol), però es creu que creuà accidentalment el front dins d'un automòbil en el decurs del 6 d'agost de 1936. Sunyol, junt amb el periodista de «La Rambla» Ventura Virgili, el xofer i un tinent republicà, quan visitaven el front foren detinguts per tropes franquistes a la serra de Guadarrama; tots quatre foren afusellats sense judici previ. Fins i tot, després de mort se li va obrir un expedient en virtut de l'aplicació de la Ley de Responsabilidades Políticas de 9/2/1939.

### A Catalunya, dos presidents afusellats
Per tant, en pocs anys de diferència, a Catalunya es viuria la més que traumàtica situació de veure com el bàndol franquista afusellava, el 15 d'octubre de 1940, la seva màxima autoritat política, el president de la Generalitat de Catalunya, Lluís Companys; i una de les majors personalitat esportives, per no dir la que més, el President del FC Barcelona, Josep Sunyol, pel simple fet de representar les seves respectives entitats, així com els idearis que se'n derivaven d'elles.
Moltes dècades més tard, amb la restauració de la democràcia, els seus noms anirien lligats, cada un, als dos estadis de fútbol amb més capacitat de Catalunya, l'Estadi Olímpic Lluís Companys, amb aquesta denominació des el 31 de març de 2001; i per altra banda, la Llotja President Sunyol del Camp Nou com s'explicarà a continuació.

## El seu llarg oblit i el tardà reconeixement
Durant els següents 60 anys a la seva mort la figura de Sunyol va caure en l'oblit col·lectiu del club i de la societat, no seria fins ben entrada la democràcia, a mitjan anys noranta del segle xx, quan la seva figura començaria, tot just, a ser recuperada. Des del 22 de juliol de 1995, al districte de les Corts de Barcelona hi té una via pública dedicada, el carrer de Josep Sunyol i Garriga.
Un any més tard, el 1996, Antoni Strubell i Trueta i Francesc Gordo i Guarinos van fundar Els Amics de Josep Sunyol. Aviat la revista El Temps va dedicar un número especial per recordar el 60è aniversari del seu assassinat al Guadarrama. Igualment es va fer un acte d'homenatge a Sunyol a prop del lloc on va morir, on s'hi va col·locar una làpida commemorativa feta en un taller d'Andoian (Guipúscoa). A l'acte hi van acudir el President del Parlament de Catalunya, Joan Raventós, i el Sr. Jaume Sobrequés, vicepresident del FCB, juntament amb els Amics de Josep Sunyol. El FCB de Núñez va accedir a retre-li honors al Gamper de 1996 però va ser un acte "menor" i no es van distribuir els fulletons al Camp Nou perquè van quedar "tancats en un armari" havent-se "perdut la clau". Els Amics de Josep Sunyol instal·laren l'any 1998, en el centenari del seu naixement, una placa a La Rambla, 133, Barcelona.
Com a homenatge al seu barcelonisme i catalanitat, una penya barcelonista de Palafolls duu el seu nom.
El 3 de desembre del 2011, el FC Barcelona li reté un homenatge al Camp Nou, abans d'un partit contra el Llevant.

### Any Sunyol 2015
Si bé la recuperació i restauració de la seva figura per part del mateix club encara hagué d'esperar el pas de dues dècades més, el 22 de desembre de 2014, quan la junta directiva del club, presidida per Josep Maria Bartomeu, decidí proclamar el 2015 com l'Any Sunyol 2015, tot coincidint amb el vuitantè aniversari de la seva arribada a la presidència del club, amb la finalitat de recuperar i restaurar d'una vegada per totes la seva dignitat. L'Any Sunyol 2015 va ser iniciat, formalment, el 26 de març de 2015, a partir d'aquell moment es van començar a celebrar un seguit d'actes, d'entre els quals, quatre d'ells en van ser els més significatius, sent descrits a continuació.
El primer de tots que es va portar a terme el 26 de març de 2015, el mateix dia de l'obertura de l'Any Sunyol, amb la inauguració d'un espai propi i permanent al Museu del FC Barcelona, anomenat Espai Sunyol on s'hi pot trobar un conjunt de documents i objectes històrics de diferents orígens com són el mateix museu, l'arxiu familiar o l'Arxiu Nacional de Catalunya.
En segon terme, el 9 de maig de 2015 en un acte solemne, celebrat abans del partit de lliga contra la Reial Societat i en presència de diferents autoritats polítiques i directives del club, la presidenta del Parlament de Catalunya, Núria de Gispert; l'alcalde de Barcelona, Xavier Trias; el president del FC Barcelona, Josep Maria Bartomeu; el conseller de la Presidència, Francesc Homs; els diputats del Parlament de Catalunya Miquel Iceta (PSC) i Albert Donés (ERC) i els expresidents del FC Barcelona Agustí Montal, Raimon Carrasco i Enric Reyna es va inaugurar la nova nomenclatura de la Llotja Presidencial del Camp Nou, denominada, a partir d'aleshores, ‘Llotja President Sunyol'. Aprofitant l'acte es va realitzar la descoberta de l'obra pictòrica 'Eina' (1973) de Joan Pere Viladecans, donada per Josep Sunyol i Soler, president de la Fundació Suñol. Aquest quadre, a partir d'ara, ocuparà per sempre un lloc destacat a la ‘Llotja President Sunyol'.
En tercer lloc, es va celebrar el 18 de juny de 2015 a l'Auditori 1899 una conferència desenvolupada pel reconegut catedràtic d'història contemporània la UAB Josep Maria Solé i Sabaté, titulada 'Josep Sunyol, una vida per l'esport i la ciutadania', a l'inici de la sessió es va projectar un vídeo en el seu homenatge i en la cloenda Jordi Margarit va llegir un textos redactats, en el seu dia, pel mateix Josep Sunyol.
En últim lloc, cronològicament parlant però no menys important, i com a colofó final a l'Any Sunyol, el 18 de gener de 2016 es va estrenar (en sessió única i privada) als Cinemes Aribau de Barcelona, el documental Sunyol, un crit valent, amb l'assistència de 700 persones com a públic, on hi eren presents diferents representants de l'àmbit polític i del club, el president de la Generalitat de Catalunya, Carles Puigdemont, la presidenta del Parlament de Catalunya, Carme Forcadell i el president del FC Barcelona, Josep Maria Bartomeu, a més de tots els nens residents en aquell moment a La Masia. El reportatge realitzat per la productora Minoria Absoluta, sota la direcció de Francesc Escribano i amb l'actor Pere Arquillué en el paper del president barcelonista, té una durada aproximada de 50 minuts. Finalment, el 9 de febrer de 2016 s'estrenà per televisió a través del programa Sense Ficció, de TV3, la setmana següent, el 17 de febrer, es va emetre per Barça TV.